# Wyandotte (Oklahoma)
Pour les articles homonymes, voir Wyandotte et Wyandotte (Michigan).
Wyandotte est un village situé dans le comté d'Ottawa, dans l'Oklahoma, aux États-Unis. Sa population était de 333 au recensement américain de 2010, une diminution de 8,26 % par rapport aux 363 du recensement de 2000.
Le village est le bureau chef de la nation Hurons-Wendat dans le Oklahoma.